# Pelochares oblongulus
Pelochares oblongulus är en skalbaggsart som först beskrevs av Champion 1925.  Pelochares oblongulus ingår i släktet Pelochares och familjen lerstrandbaggar. Inga underarter finns listade i Catalogue of Life.